# Martin Frobisher

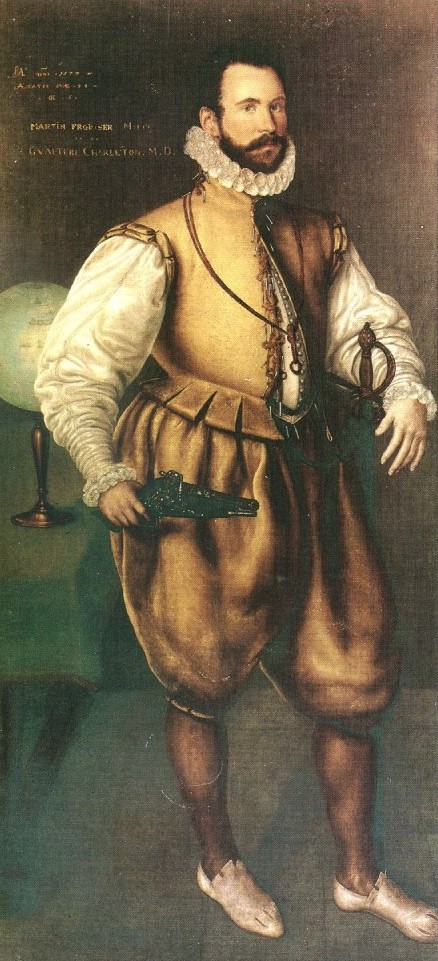
Martin Frobisher av Cornelis Ketel.

Martin Frobisher, född ca 1535 i Altofts i nuvarande West Yorkshire, död 22 november 1594 i Plymouth i Devon, var en engelsk sjöman som gjorde tre upptäcktsresor till den Nya världen för att söka efter Nordvästpassagen. Alla slutade i nordöstra Kanada, omkring vad som nu är Resolutionön och Frobisher Bay. Han adlades senare för sin tjänst i motståndet mot den spanska armadan 1588.

## Tidigt liv
Martin Frobisher var yngste son, av fem barn, till Barnard och Margaret Frobisher i Altofts i församlingen Normanton i Yorkshire i England. Familjen härstammade från John Frobysler (född omkring 1255) som hade skotsk härkomst och som stred för Edvard I i de walesiska krigen och fick därför landområden i Chirk i Flintshire i norra Wales.
Martin Frobisher sändes som liten till släkting, Sir John York, i London att gå i skola. 1544 satte York honom ombord på ett handelsskepp på väg mot Guinea. 1565 kallas han kapten Martin Frobisher, och mellan 1571 och 1572 var han i statens tjänst till sjöss vid Irlands kust. Han gifte sig 1559.

## Den första resan för att söka efter Nordvästpassagen
Så tidigt som 1560 eller 1561 hade Frobisher beslutat sig för att söka efter en nordvästlig passage - en handelsväg till Indien och Kina (som på denna tid kallades Cathay). Det tog honom femton år att samla ihop det som skulle behövas för detta projekt. 1576, med hjälp från earlen av Warwick, kunde han föra befäl över en expedition med några små skepp. Det var två små barkskepp Gabriel och Michael, på ungefär 20–25 ton vardera och en pinass på 10 ton, och sammanlagt 35 besättningsmän.
Martin Frobisher lättade ankar vid Blackwall, och efter att ha mottagit en lyckönskning av Elisabet I av England vid Greenwich, satte han segel 7 juni, på väg mot Shetlandsöarna. Pinassen förlorades i en storm och barkskeppet Michael övergavs, men 28 juli siktade Gabriel Labradorhalvöns kust.
Några dagar senare nåddes Frobisher Bays mynning men eftersom is och vind hindrade att man reste norrut, bestämde sig Frobisher att segla västerut uppför denna passage (som han trodde var ett sund) för att undersöka om han skulle kunna ta sig genom den till öppet hav på andra sidan.
Butcher's Island nåddes 18 augusti, där expeditionen träffade på en del av lokalbefolkningen. Fem av Frobishers mannar tillfångatogs och sågs aldrig igen. Efter att försökt, men misslyckats, att återfå sitt manskap vände Frobisher hem igen och nådde London 9 oktober.
Bland det som av männen hade tagits med till London var lite "svart jord" och det verkade som om detta var det enda som denna resa gav. Det ryktades utomlands att denna till synes värdelösa "svarta jord" i själva verket var en guldklimp. Det är svårt att säga hur detta rykte uppstod, om det fanns någon sanning i det, eller om Frobisher lurades för att få medel för att lyckas med sitt livsmål.

## Den andra resan
Historien var till viss del lyckad. Nästa år kunde en mycket större expedition bemannas. Drottningen lånade ut skeppet Aid från den kungliga flottan och stod för 1000 £ av expeditionens kostnader. Ett Cathaykompani bildades, med fullmakt från kronan, vilkelt gav ensamrätt att segla i alla riktningar utom österut. Frobisher utsågs till högamiral över alla land- och vattenområden som han kanske skulle komma att upptäcka.
26 maj 1577 lämnade expedition, som förutom Aid bestod av skeppen Gabriel och Michael med båtar, pinasser och en totalt 120 personer, däribland gruvarbetare med flera och seglade från norra Skottland och nådde Hall's Island vid Frobisher Bays mynning 17 juli. Några dagar senare togs landet och vikens södra sida i besittning i drottningens namn.
Flera veckor ägnades åt att samla malm och inte särskilt mycket ägnades åt upptäckande, eftersom Frobisher hade fått order om att vänta med ytterligare sökande efter passagen till en annan gång. Många förhandlingar och några strider med de infödda ägde rum. Man försökte återfå de män som man förlorat året innan, men det var lönlöst.
Återresan påbörjades 23 augusti, och Aid nådde Milford Haven 23 september. Gabriel och Michael återvände sedan var för sig till Bristol och Yarmouth.
Frobisher mottogs och tackades av drottningen på Windsor. Stora förberedelser gjordes för att bedöma den stora mängd "malm" (omkring 200 ton) som de tagit med sig hem. Detta tog lång tid och ledde till mycket diskussioner bland de intresserade parterna.

## Den tredje resan
Drottningen och andra fortsatte att tro på produktiviteten i de nyupptäckta landområdena, som hon kallade META INCOGNITA, och det beslutades att man skulle skicka en ännu större expedition än man någonsin tidigare hade gjort, med allt som skull behövas för att grunda en koloni för 100 man. Frobisher mottogs återigen av drottningen vid Greenwich, och hon hängde en fin guldkedja runt hans hals.
Den 31 maj 1578 lämnade expeditionen, som totalt bestod av femton fartyg, Harwich, och seglade från Engelska kanalen och nådde södra Grönland 20 juni och Frobisher och några av hans män lyckades landstiga där. 2 juli siktades landområdet vid Frobisher Bay, men stormar och farlig is gjorde att man inte lyckades fara den väg man hoppats. Barkskeppet Dennis på 100 ton förliste och flottan drev oavsiktligt uppför ett nytt sund (Hudson). Efter att ha fortsatt omkring 96 kilometer uppför detta "felaktiga sund", vände Frobisher motvilligt om och efter många vedermödor och splittringar av flottan kunde de till slut kasta ankar i Frobisher Bay.
Man försökte grunda en bosättning och mycket malm skeppades, men för mycket missnöje och meningsskiljaktigheter förhindrade en lyckad bosättning. Sista dagen i augusti seglade flottan tillbaka till England och kom fram i början av oktober. Malmen var uppenbarligen inte värd att smälta. Detta avslutade Frobishers försök vid Nordvästpassagen.

## I tjänst mot spanjorerna 1580-1588
År 1580 var Frobisher kapten i drottningens tjänst ombord på ett av de skepp som förhindrade Spaniens planer att hjälpa Irlands motstånd mot Englands maktövertagande.
1585 var han befälhavare på Primrose, som vice-amiral hos Sir Francis Drake i hans expedition till Västindien, och senare, då England var hotat av den Spanska armadan var Frobishers namn ett av de som nämndes av som "en av de mest erfarna män detta rike äger" och han adlades. Han fortsatte att segla i Engelska kanalen tills han sändes för att bli befälhavare för en mindre flotta vid Spaniens kust.

## Senare i livet
1591 besökte han sin hembygd Altofts, och gifte sig för andra gången, med en dotter till Lord Wentworth, och blev därmed en besutten markägare i Yorkshire och Notts. Han märkte dock att han inte trivdes med livet på landsbygden och följande år förde han befäl över en flotta som Walter Raleigh rustat, mot den spanska kusten och återvände med stora rikedomar.
I november 1594 deltog han i belägringen och befrielsen av Brest, då han fick en skada vid Fort Crozon, som han avled från i Plymouth 15 november. Hans mjuka organ begravdes i St Andrew's Church i Plymouth 22 november. Hans lik transporterades sedan till London och begravdes vid St Giles, Cripplegate.